# Ermita de Santa Bárbara (Monóvar)
La ermita de Santa Bárbara de Monóvar (Provincia de Alicante, España), situada en la calle Santa Bárbara de dicha localidad es un edificio religioso construido en el siglo XVIII en estilo barroco.
Edificada sobre una de las dos colinas que dominan la ciudad, se divisa desde la lejanía, y dibuja, junto con el castillo y la Torre del Reloj, la silueta característica de Monóvar. 
Fue construida, sobre un gran basamento de piedra, a finales del siglo XVIII, tras demoler la anterior, que fue levantada entre 1692 y 1694 por Tomás Estacio. El estilo de la ermita sigue modelos del barroco valenciano, pero deriva de posiciones claramente barrocas italianas, con una suave mezcla de neoclásico. Es la única de la diócesis que utiliza la curva, y solo existe otra ermita de estas características en toda la Comunidad Valenciana, la capilla de la Comunión de Santa María de Elche. Sus autores pueden ser José Gonzálvez de Coniedo o Lorenzo Chápuli.

## Descripción
Se trata de un edificio aislado de planta rectangular dividido en tres espacios diferenciados. Al sur un atrio porticado con tres arcos sobre columnas de piedra, en la zona intermedia la capilla de planta elíptica y al norte la sacristía o casa de la santera. 
Una cúpula de media naranja se apoya sobre la cornisa; cúpula que en el trasdós (al exterior) se observa en doble curvatura, terminada en teja vidriada en color azul Al interior destaca el suelo de grandes losas de piedra, y la decoración a base de guirnaldas, cenefas, Llorones en relieve y la utilización de capiteles corintios. 